# 王用生
王用生（1958年—），河南林县人，汉族，中华人民共和国政治人物、第十一届全国人民代表大会辽宁地区代表。
毕业于中南财经大学金融专业。加入中共，担任国家开发银行总行副行长。2008年起担任全国人大代表。